# Disasterina longispina
Disasterina longispina är en sjöstjärneart som först beskrevs av Hubert Lyman Clark 1938.  Disasterina longispina ingår i släktet Disasterina och familjen Asterinidae. Inga underarter finns listade i Catalogue of Life.